# Hrejkovice
Hrejkovice är en ort i Tjeckien.   Den ligger i regionen Södra Böhmen, i den centrala delen av landet, 70 km söder om huvudstaden Prag. Hrejkovice ligger 467 meter över havet och antalet invånare är 440.
Terrängen runt Hrejkovice är lite kuperad. Runt Hrejkovice är det ganska tätbefolkat, med 179 invånare per kvadratkilometer. Närmaste större samhälle är Milevsko, 5,6 km sydost om Hrejkovice. Omgivningarna runt Hrejkovice är en mosaik av jordbruksmark och naturlig växtlighet.